# Wichita Lineman
Singles de Glen Campbell
Gentle on My Mind
(1968) Galveston
(1969)
Wichita Lineman est une chanson du chanteur de country américain Glen Campbell.
Publiée en single (sur le label Capitol Records) en octobre 1968, la chanson a débute dans les classements  du magazine musical américain Billboard dans la semaine du 2 novembre,,,. Elle a atteint la 3e place du Billboard Hot 100, passant en tout 15 semaines dans le chart.
La chanson est aussi incluse dans le douzième album de Glen Campbell, Wichita Lineman, sorti en novembre de la même année (1968).
En 2004, Rolling Stone a classé cette chanson, dans la version originale de Glen Campbell, 192e sur la liste des « 500 plus grandes chansons de tous les temps ». (En 2010, le magazine rock américain a mis à jour sa liste, maintenant la chanson est 218e.)
Le titre est repris par le groupe R.E.M sur quelques concerts lors de la tournée Monster. Une version live figure d'ailleurs sur le maxi-single Bittersweet Me, enregistré le 15 sept. 1995 à Houston, au Cynthia Woods Mitchell Pavilion.

## Composition
La chanson a été écrite spécialement pour Glen Campbell par Jimmy Webb. L'enregistrement de Glen Campbell a été produit par Al De Lory.